# Tierra Colorada, Bochil
Tierra Colorada är en ort i Mexiko.   Den ligger i kommunen Bochil och delstaten Chiapas, i den sydöstra delen av landet, 700 km öster om huvudstaden Mexico City. Tierra Colorada ligger 1 281 meter över havet och antalet invånare är 789.
Terrängen runt Tierra Colorada är huvudsakligen kuperad, men norrut är den bergig. Runt Tierra Colorada är det ganska tätbefolkat, med 116 invånare per kvadratkilometer. Närmaste större samhälle är Bochil, 3,2 km sydost om Tierra Colorada. I omgivningarna runt Tierra Colorada växer huvudsakligen savannskog.